# Presidenti della Provincia di Sondrio
Elenco dei presidenti dell'amministrazione provinciale di Sondrio.

## Regno d'Italia (1861-1946)

### Presidenti del Consiglio provinciale (1860-1923)
- Giovanni Lambertenghi (1860-1861)
- Pietro Caimi (1861-1862)
- Giovanni Battista Merizzi (1863-1884)
- Romualdo Bonfadini (1884-1899)
- Cesare Tocalli (1900-1904)
- Giuseppe Botterini de Pelosi (1905-1910)
- Luigi Credaro (1911-1919)
- Giovanni Merizzi (1920-1923)

### Presidenti della Deputazione provinciale (1889-1923)
- Gian Giacomo Paribelli (1889-1894)
- Giacomo Orsatti (1895-1898)
- Antonio Del Felice (1899-1904)
- Emilio Quadrio de' Maria Pontaschelli (1905-1911)
- Giuseppe Guicciardi (1912-1919)
- Enrico Vitali (1920-1923)

### Presidenti della Commissione Reale straordinaria (1924-1929)
- Giulio Bertoldi (1924-1926)
- Emilio Bosatta (1926-1929)

### Presidi del Rettorato provinciale (1929-1945)
- Arnaldo Sertoli (1929-1931)
- Gerolamo Morelli (1931-1933)
- Emilio Bosatta (1933-1937)
- Bruno Credaro (1938-1941)
- Ugo Martinola (1942-1943)
- Filippo Orsatti (1943-1944)
- Bruno Giacconi (1944-1945)

## Italia repubblicana (dal 1946)

### Presidenti della Deputazione provinciale (1945-1951)
| Nº | Nº | Ritratto | Nome                      | Mandato | Mandato | Partito              |
| Nº | Nº | Ritratto | Nome                      | Inizio  | Fine    | Partito              |
| -- | -- | -------- | ------------------------- | ------- | ------- | -------------------- |
| 1  |    |          | Ambrogio Caccia Dominioni | 1945    | 1946    | Democrazia Cristiana |
| 2  |    |          | Angelo Schena             | 1946    | 1950    | Democrazia Cristiana |

### Presidenti della Provincia (dal 1951)

#### Eletti dal Consiglio provinciale (1951-1995)
| Nº | Nº   | Ritratto       | Nome                 | Mandato        | Mandato        | Partito              | Elezione |
| Nº | Nº   | Ritratto       | Nome                 | Inizio         | Fine           | Partito              | Elezione |
| -- | ---- | -------------- | -------------------- | -------------- | -------------- | -------------------- | -------- |
| 1  |      |                | Michele Melazzini    | 1951           | 1956           | Democrazia Cristiana | 1951     |
| 1  | 1956 | 1960           | Michele Melazzini    | 1956           |                | Democrazia Cristiana |          |
| 1  | 1960 | 1964           | Michele Melazzini    | 1960           |                | Democrazia Cristiana |          |
| 2  |      |                | Arturo Schena        | 1965           | 1970           | Democrazia Cristiana | 1964     |
| 3  |      |                | Giorgio Scaramellini | 1970           | 1975           | Democrazia Cristiana | 1970     |
| 4  |      |                | Luigi Dassogno       | 1975           | 1980           | Democrazia Cristiana | 1975     |
| 5  |      |                | Roberto Marchini     | 1980           | 1985           | Democrazia Cristiana | 1980     |
| 5  | 1985 | 26 luglio 1990 | Roberto Marchini     | 1985           |                | Democrazia Cristiana |          |
| 6  |      |                | Tito Bottà           | 26 luglio 1990 | 23 aprile 1993 | Democrazia Cristiana | 1990     |
| 7  |      |                | Sergio Pasina        | 23 aprile 1993 | 24 aprile 1995 | Democrazia Cristiana | 1990     |

#### Eletti direttamente dai cittadini (1995-2014)
| Nº | Ritratto | Ritratto | Nome             | Mandato        | Mandato           | Partito         | Elezione |
| Nº | Ritratto | Ritratto | Nome             | Inizio         | Fine              | Partito         | Elezione |
| -- | -------- | -------- | ---------------- | -------------- | ----------------- | --------------- | -------- |
| 8  |          |          | Enrico Dioli     | 25 aprile 1995 | 28 giugno 1999    | Popolari        | 1995     |
| 9  |          |          | Eugenio Tarabini | 28 giugno 1999 | 28 giugno 2004    | Popolari Retici | 1999     |
| 10 |          |          | Fiorello Provera | 28 giugno 2004 | 11 giugno 2009    | Lega Nord       | 2004     |
| 11 |          |          | Massimo Sertori  | 11 giugno 2009 | 29 settembre 2014 | Lega Nord       | 2009     |

#### Eletti dai sindaci e consiglieri della provincia (dal 2014)
| Nº | Ritratto | Ritratto | Nome             | Mandato           | Mandato         | Partito                       | Elezione |
| Nº | Ritratto | Ritratto | Nome             | Inizio            | Fine            | Partito                       | Elezione |
| -- | -------- | -------- | ---------------- | ----------------- | --------------- | ----------------------------- | -------- |
| 12 |          |          | Luca Della Bitta | 29 settembre 2014 | 31 ottobre 2018 | Indipendente di centro-destra | 2014     |
| 13 |          |          | Elio Moretti     | 31 ottobre 2018   | 30 gennaio 2023 | Indipendente di centro-destra | 2018     |
| 14 |          |          | Davide Menegola  | 30 gennaio 2023   | in carica       | Lista civica                  | 2023     |